# チャーク・ヨージェフ
チャーク・ヨージェフ（Csák József、1966年11月10日 - ）は、ハンガリーのブダペスト出身の柔道選手。現役時代は65kg級の選手。身長168cm。

## 人物
1992年バルセロナオリンピックでは決勝でブラジルのロジェリオ・サンパイオに大外刈で技ありを取られて2位となった。1995年の世界選手権では準決勝で中村行成に小外刈で一本負けするなどして5位に終わった。翌年の1996年アトランタオリンピックでも準決勝で中村に小内刈と双手刈で有効2つを取られて敗れると、3位決定戦でも敗れて5位に終わった。2000年シドニーオリンピックでは初戦で敗れた。独特の刈り上げた髪型が特徴の選手でもあった。

## 主な戦績
- 1986年 - ハンガリー国際　3位
- 1986年 - ヨーロッパ選手権　優勝
- 1986年 - ヨーロッパジュニア　3位
- 1987年 - ハンガリー国際　2位
- 1984年 - ポーランド国際　3位
- 1987年 - オーストリア国際　優勝
- 1989年 - ハンガリー国際　3位
- 1989年 - ヨーロッパ選手権　3位
- 1990年 - オーストリア国際　3位
- 1986年 - ドイツ国際　3位
- 1991年 - ヨーロッパ選手権　2位
- 1992年 - フランス国際　2位
- 1992年 - バルセロナオリンピック　2位
- 1992年 - 嘉納杯　3位
- 1993年 - ハンガリー国際　優勝
- 1993年 - 世界選手権　7位
- 1994年 - 正力国際　2位
- 1994年 - グッドウィルゲームズ　3位
- 1994年 - 世界学生　優勝
- 1995年 - ポーランド国際　3位
- 1995年 - 世界選手権　5位
- 1996年 - ハンガリー国際　優勝
- 1996年 - アトランタオリンピック　5位
- 1997年 - フランス国際　3位
- 1997年 - ハンガリー国際　優勝
- 1998年 - チェコ国際　優勝
- 1999年 - フランス国際　3位
- 2000年 - ヨーロッパ選手権　2位